# إرشاد منجي
ارشاد منجي (بالإنجليزية: Irshad Manji) هي مؤلفة وكاتبة كندية من أصل هندي. كما أنها تعمل معلمة في جامعة نيويورك من أشهر أعمالها كتاب مشكلة الإسلام اليوم.

## وصلات خارجية
- إرشاد منجي على موقع IMDb (الإنجليزية)
- إرشاد منجي على موقع قاعدة بيانات الفيلم (الإنجليزية)
- الموقع الإلكتروني